# Solieria opima
Solieria opima là một loài ruồi trong họ Tachinidae.